# Трећа лига Црне Горе у фудбалу 2007/08.
Трећа лига Црне Горе у сезони 2007/08. било је друго такмичење организовано од стране фудбалских савеза Сјеверне, Средње и Јужне регије, од оснивања лиге 2006 и то је трећи степен такмичења у Црној Гори.
У сезони 2006/07. из Друге лиге Црне Горе испали су Морнар из Бара и  Зора из Спужа, док су се из Треће лиге у сезони 2006/07 у Другу пласирали Текстилац из Бијелог Поља и Отрант Олимпик из Улциња, који су били бољи од Искре у плеј офу.
Формат такмичења остао је исти као претходне сезоне, Трећа лига подијељена је на три регије: Сјеверну, Средњу и Јужну. У Свим регијама игра се четворокружним системом, свако са сваким кући и на страни по два пута; прваци све три регије на крају сезоне играју плеј оф, свако са сваким кући и на страни по једном, двије најбоље екипе обезбиједиће пласман у Другу лигу.

## Сјеверна регија

### Клубови у сезони 2006/07.
| Клуб           | Мјесто      | Стадион            | Капацитет |
| -------------- | ----------- | ------------------ | --------- |
| ФК Брсково     | Мојковац    | Стадион ФК Брсково | 1.000     |
| ФК Доње Луге   | Беране      | Градски стадион    | 10.000    |
| ФК Комови      | Андријевица | Стадион Прљаније   | 1.000     |
| ФК Петњица     | Петњица     | Стадион Гусаре     | 1.000     |
| ФК Пљевља 1997 | Пљевља      | Градски стадион    | 10.000    |
| ФК Полимље     | Мурино      | Стадион у Мурину   | 1.000     |
| ФК Првијенац   | Бијело Поље | Градски стадион    | 4.000     |

### Табела
| Мјесто | Екипа       | Играно | Побједа | Неријешено | Изгубио | Дао гол. | При. гол. | Гол-разлика | Бодови | Напомене |
| ------ | ----------- | ------ | ------- | ---------- | ------- | -------- | --------- | ----------- | ------ | -------- |
| 1      | Полимље     | 18     | 13      | 1          | 4       | 46       | 19        | +27         | 40     | Плеј оф  |
| 2      | Пљевља 1997 | 18     | 11      | 4          | 3       | 34       | 25        | +9          | 35     |          |
| 3      | ФК Брсково  | 18     | 8       | 3          | 7       | 31       | 25        | +6          | 27     |          |
| 4      | Петњица     | 18     | 8       | 5          | 5       | 20       | 14        | +6          | 26     |          |
| 5      | Доње Луге   | 18     | 8       | 4          | 6       | 36       | 27        | +9          | 25     |          |
| 6      | Комови      | 18     | 3       | 3          | 12      | 21       | 46        | -25         | 11     |          |
| 7      | Првијенац   | 18     | 1       | 2          | 15      | 7        | 46        | -39         | 4      |          |

- Полимље се пласирао у плеј оф за улазак у Другу лигу 2008/09.
- Пљевља 1997 -2 бода
- Петњица -3 бода
- Доње Луге -3 бода
- Комови -1 бод
- Првијенац -1 бод

| Првак Треће лиге Црне Горе — Сјеверна регија |
| -------------------------------------------- |
| Полимље 1. Титула                            |

## Средња регија

### Клубови у сезони 2006/07.
| Клуб          | Мјесто      | Стадион                 | Капацитет |
| ------------- | ----------- | ----------------------- | --------- |
| ФК Блуе Стар  | Подгорица   | Стадион на Конику       | 750       |
| ФК Горштак    | Колашин     | Стадион у лугу          | 1.000     |
| ФК Графичар   | Подгорица   | Стадион на Конику       | 750       |
| ФК Дрезга     | Подгорица   | Стадион Дрезге          | 1.000     |
| ФК Зора       | Спуж        | Градски стадион Спуж    | 3.000     |
| ФК Искра      | Даниловград | Стадион браће Велашевић | 2.000     |
| ФК Младост II | Подгорица   | Стадион ФК Младост      | 2.000     |
| Рибница       | Подгорица   | Стадион на Конику       | 750       |
| Титекс        | Подгорица   | Стадион ФК Титекс       |           |

### Табела
Доступна је само табела након 12 кола, али је познато да је Рибница освојила титулу. Гол разлика појединих клубова у званично објављеној табели након 12 кола је веома упитна, поготово у случају Рибнице.
| Мјесто | Екипа     | Играно | Побједа | Неријешено | Изгубио | Дао гол. | При. гол. | Гол-разлика | Бодови | Напомене        |
| ------ | --------- | ------ | ------- | ---------- | ------- | -------- | --------- | ----------- | ------ | --------------- |
| 1      | Рибница   | 12     | 10      | 1          | 1       | 26       | 21        | +5          | 31     | Плеј оф         |
| 2      | Блуе Стар | 11     | 9       | 0          | 2       | 32       | 24        | +8          | 27     |                 |
| 3      | Дрезга    | 12     | 7       | 1          | 4       | 25       | 12        | +13         | 22     |                 |
| 4      | Искра     | 11     | 5       | 0          | 6       | 18       | 21        | -3          | 15     |                 |
| 5      | Зора      | 12     | 5       | 0          | 7       | 19       | 27        | -8          | 15     |                 |
| 6      | Графичар  | 12     | 4       | 3          | 5       | 28       | 22        | +6          | 15     |                 |
| 7      | Младост 2 | 11     | 4       | 1          | 6       | 26       | 22        | +4          | 13     |                 |
| 8      | Горштак   | 12     | 4       | 1          | 7       | 20       | 24        | -4          | 13     |                 |
| 9      | Титекс    | 11     | 1       | 1          | 9       | 5        | 32        | -27         | 4      | Иступио из лиге |

- Рибница се пласирала у плеј оф за улазак у Другу лигу 2008/09.
- Горштак -3 бода.
- Графичар -3 бода.

| Првак Треће лиге Црне Горе — Средње регије |
| ------------------------------------------ |
| Рибница 1. Титула                          |

## Јужна регија

### Клубови у сезони 2006/07.
| Клуб      | Мјесто | Стадион                | Капацитет |
| --------- | ------ | ---------------------- | --------- |
| ОФК Бар   | Бар    | СРЦ Тополица           | 2.500     |
| ФК Бијела | Бијела | Градски стадион        | 700       |
| ФК Игало  | Игало  | Стадион Солила         | 1.600     |
| ФК Морнар | Бар    | СРЦ Тополица           | 2.500     |
| ФК Слога  | Бар    | Стадион СРЦ Тополица   | 2.500     |
| ФК Цетиње | Цетиње | Стадион Обилића пољана | 5.000     |

### Резултати по колима
Нису доступни резултати свих 20 кола.
| 7. коло, 28.10.2007. |     |
| Бар - Слога          | 4:3 |
| Морнар - Бијела      | 7:0 |
| Игало - Цетиње       | 1:0 |

| 8. коло, 4. 11.2007. |     |
| Цетиње - Морнар      | 0:0 |
| Бијела - Бар         | 2:2 |
| Слога - Игало        | 0:3 |

| 9. коло, 11.11.2007. |     |
| Бар - Цетиње         | 4:1 |
| Морнар - Игало       | 3:0 |
| Бијела - Слога       | 2:3 |

| 10. коло, 18.11.2007. |      |
| Цетиње - Бијела       | 12:0 |
| Слога - Морнар        | 0:2  |
| Игало - Бар           | 5:1  |

| 11. коло, 22-23.3.2008. |         |
| Слога - Цетиње          | 3:2     |
| Бар - Морнар            | 0:1 pff |
| Бијела - Игало          | 0:2     |

| 12. коло, 29-30.3.2008. |     |
| Морнар - Бијела         | 3:0 |
| Бар - Слога             | 3:0 |
| Игало - Цетиње          | 1:0 |

| 13. коло, 5-6.4.2008. |     |
| Бијела - Бар          | 2:4 |
| Слога - Игало         | 0:2 |
| Цетиње - Морнар       | -:- |

| 14. коло, 12-13.4.2008. |     |
| Морнар' - Игало         | 3:0 |
| Бар - Цетиње            | 3:1 |
| Бијела - Слога          | 1:0 |

| 15. коло, 19-20.4.2008. |     |
| Цетиње - Бијела         | 0:1 |
| Слога - Морнар          | 0:4 |
| Игало - Бар             | 1:1 |

| 16. коло, 26-27.4.2008. |     |
| Цетиње - Слога          | -:- |
| Игало - Бијела          | -:- |
| Морнар - Бар            | -:- |

| 17. коло, 22-23.10.2011. |      |
| Бијела - Морнар          | '-:- |
| Слога - Бар              | '-:- |
| Цетиње - Игало           | -:-  |

| 18. коло, 14.5.2008. |     |
| Морнар - Цетиње      | 3:0 |
| Бар - Бијела         | -:- |
| Игало - Слога        | -:- |

| 19. коло, 20.5.2008. |     |
| Цетиње - Бар         | -:- |
| Слога - Бијела       | -:- |
| Игало - Морнар       | -:- |

| 20. коло, 24-25.5.2008. |     |
| Бар - Игало             | 3:1 |
| Морнар - Слога          | 2:0 |
| Бијела - Цетиње         | -:- |

Легенда:
 Дерби мечеви

### Табела
| Мјесто | Екипа   | Играно | Побједа | Неријешено | Изгубио | Дао гол. | При. гол. | Гол-разлика | Бодови | Напомене |
| ------ | ------- | ------ | ------- | ---------- | ------- | -------- | --------- | ----------- | ------ | -------- |
| 1      | Морнар  | 20     | 14      | 5          | 1       | 52       | 3         | +49         | 47     | Плеј оф  |
| 2      | ОФК Бар | 20     | 14      | 4          | 2       | 44       | 20        | +24         | 46     |          |
| 3      | Игало   | 20     | 10      | 4          | 6       | 35       | 24        | +11         | 34     |          |
| 4      | Бијела  | 20     | 6       | 1          | 13      | 23       | 61        | -38         | 19     |          |
| 5      | Цетиње  | 20     | 4       | 3          | 13      | 33       | 41        | -8          | 14     |          |
| 6      | Слога   | 20     | 3       | 1          | 16      | 20       | 58        | -38         | 10     |          |

- Морнар се пласирао у плеј оф за улазак у Другу лигу 2008/09.
- Цетиње -1 бод.

| Првак Треће лиге Црне Горе — Јужне регије |
| ----------------------------------------- |
| Морнар 1. Титула                          |

## Плеј оф за пласман у Другу лигу
Након завршеног лигашког дијела у регијама, прваци све три регије играли су међусобно, по систему свако са сваким два пута (кући и на страни). Двије најбоље екипе ће изборити пласман у Другу лигу Црне Горе, док ће трећа екипа и наредне сезоне играти у Трећој лиги, у својој регији.
У баражу учествују:
- Полимље — првак Сјеверне регије,
- Рибница — првак Средње регије,
- Морнар — првак Јужне регије.

#### Бараж мечеви
| Полимље | 2:2 | Морнар |
| ------- | --- | ------ |
|         |     |        |

| Рибница | 2:2 | Полимље |
| ------- | --- | ------- |
|         |     |         |

| Морнар | 1:0 | Рибница |
| ------ | --- | ------- |
|        |     |         |

| Морнар | 3:2 | Полимље |
| ------ | --- | ------- |
|        |     |         |

| Полимље | 0:2 | Рибница |
| ------- | --- | ------- |
|         |     |         |

| Рибница | 1:2 | Морнар |
| ------- | --- | ------ |
|         |     |        |

|    | Табела баража за пласман у Другу лигу: | И | Д | Н | И | ДГ | ПГ | ГР | Бод. |
| -- | -------------------------------------- | - | - | - | - | -- | -- | -- | ---- |
| 1. | Морнар                                 | 4 | 3 | 1 | 0 | 8  | 5  | +3 | 10   |
| 2. | Рибница                                | 4 | 1 | 1 | 2 | 5  | 5  | 0  | 4    |
| 3. | Полимље                                | 4 | 0 | 2 | 2 | 6  | 9  | -3 | 2    |

У Другу лигу Црне Горе 2008/09. пласирали су се Морнар из Бара и Рибница из Подгорице.